# Salas (Lambayeque)
Salas (mochica colonial: Salascape)es una localidad peruana, capital del distrito homónimo, ubicado en la provincia de Lambayeque en el departamento de Lambayeque. Se encuentra a una altitud de 215 m.s.n.m.
Tiene una población de 3008 hab. según el Directorio Nacional de Centros Poblados en el 2017.
Desde el punto de vista jerárquico de la Iglesia católica, forma parte de la Diócesis de Chiclayo.

## Historia
Fue fundado originalmente con el nombre de "Salascape" por el cacique Sebastián Cayllapoma o Cayllapom, hermano de Lorenzo Cayllapoma, cacique de Penachi, por el año de 1520 en el sector denominado de Algarrobo Grande.
Por el año de 1582, muere el cacique fundador, sumándose una serie de conflictos por linderos con hacendados locales.
A principios de 1700 tras una fuerte epidemia local, los pobladores se trasladaron a un nuevo emplazamiento en los alrededores, a 4 km aproximadamente del antiguo pueblo, cerca de la hacienda "La Viña". Con el paso del tiempo se hispanizó el nombre del pueblo al actual Salas.
En la época republicana, fue elevada a capital del creado distrito de Salas.